# 鈴木澄子
鈴木 澄子（すずき すみこ、1904年10月26日 - 1985年1月18日）は、日本の女優である。「化け猫女優」として一世を風靡。初期芸名は鈴木 すみ子（読み同）。

## 人物・来歴
1904年（明治37年）10月26日、東京府東京市下谷区（現在の東京都台東区下谷）に生まれる。
1921年（大正10年）、満15歳のとき、トーマス・栗原（栗原喜三郎）に見出され、前年に設立された大正活映に入社、同年5月11日公開の栗原の監督した短篇映画『喜撰法師』に出演してデビューする。同社には俳優として、岡田時彦（当時は野羅久良夫）、井上金太郎（当時は栗井饒太郎）、内田吐夢（当時は閉田富）、二川文太郎らが在籍した。
1922年（大正11年）、同社が製作を停止すると、京都に新設された小笠原映画研究所（小笠原プロダクション）に移籍、同所を主宰する小笠原明峯が監督した現代劇『三色すみれ Love in Idleness』に出演した。翌1924年（大正13年）には東亜キネマに移籍した。
帝国キネマ演芸を経て、1925年（大正14年）、マキノ・プロダクションに移籍する。二川文太郎らの監督作に主演し、多くの映画に出演した後、1928年（昭和3年）、牧野省三の監督作『忠魂義烈 実録忠臣蔵』に出演したのを最後に、京都を離れ、東京・巣鴨の河合プロダクション（のちの大都映画）に移籍した。翌1929年（昭和4年）には市川右太衛門プロダクションに移籍、1930年（昭和5年）には再び帝国キネマに入社した。
1931年（昭和6年）、帝国キネマの新興キネマへの改組にあたり、継続入社し、1937年（昭和12年）、木藤茂が監督した『佐賀怪猫伝』に大友柳太郎とともに出演、同作のヒット以来、多くの怪談映画に主演し、「化け猫女優」と呼ばれた。
1941年（昭和16年）、吉田信三監督の『羅生門』に茨木の童子役で主演したのち、翌1942年（昭和17年）の戦時統制による同社の大日本映画製作（のちの大映、現在の角川映画）への統合にあたり退社、「鈴木澄子一座」を結成して実演の巡業を開始した。
1985年（昭和60年）1月18日、脳出血が原因で死去した。満80歳没。生涯で200作を超える映画に出演した。

## おもなフィルモグラフィ
すべて出演である。
- 『喜撰法師』 : 監督栗原喜三郎、大正活映、1921年
- 『蛇性の婬』 : 監督栗原喜三郎、大正活映、1921年
- 『三色すみれ Love in Idleness』 : 監督小笠原明峯、小笠原映画研究所、1923年 - 夏川家の薄ノロ女中
- 『愛の牢獄』 : 監督阪田重則、東亜キネマ等持院撮影所、1924年
- 『断雲』 : 監督山本嘉次郎、東亜キネマ甲陽撮影所、1924年 - 妹お愛
- 『山語らず』 : 監督青山杉作、帝国キネマ演芸東京撮影所、1924年
- 『輝く首途』 : 監督山下秀一、帝国キネマ演芸、1925年

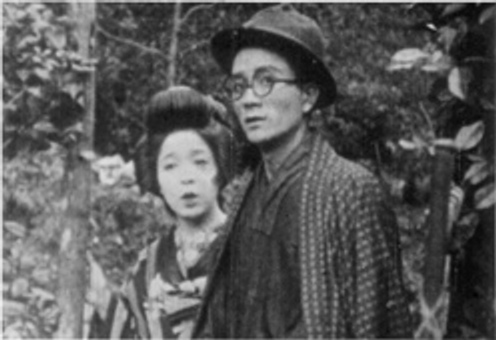
『黒白双紙』（1926年）のスチル写真、杉狂児、鈴木澄子(左)

- 『女怪』 : 監督金森万象、マキノ・プロダクション御室撮影所、1926年
- 『照る日くもる日』 : 監督第一篇・第二篇 二川文太郎 / 第三篇 中島宝三 / 第四篇 人見吉之助、マキノ・プロダクション御室撮影所、1926年 - 1927年
- 『忠魂義烈 実録忠臣蔵』 : 監督マキノ省三、監督補秋篠珊次郎、マキノ・プロダクション御室撮影所、1928年
- 『娘年頃』 : 監督松本英一、河合プロダクション、1928年
- 『花井お梅』 : 監督丘虹二、河合映画製作社、1929年
- 『高橋お伝』 : 監督丘虹二、河合映画製作社、1929年
- 『かるめん』 : 監督竹内俊一、松竹下加茂撮影所、1929年
- 『旋風時代』 ：監督志波西果、帝国キネマ演芸、1930年
- 『牢獄の花嫁』 : 監督沖博文、阪東妻三郎プロダクション / 新興キネマ、1931年
- 『月形半平太』 : 監督岡山俊太郎、阪東妻三郎プロダクション / 新興キネマ、1931年
- 『鏡山競艶録』 : 監督寿々喜多呂九平、新興キネマ、1933年
- 『祇園祭』 ：監督溝口健二、新興キネマ、1933年
- 『おせん』 ：監督石田民三、新興キネマ、1934年
- 『お伝地獄』 : 監督石田民三、新興キネマ京都撮影所、1935年
- 『太閤記 藤吉郎出世飛躍の巻』 : 監督渡辺新太郎、新興キネマ京都撮影所、1936年
- 『夜嵐お絹』 : 監督渡辺新太郎、新興キネマ京都撮影所、1936年
- 『佐賀怪猫伝』 : 監督木藤茂、新興キネマ京都撮影所、1937年
- 『有馬猫』 : 監督木藤茂、新興キネマ京都撮影所、1937年

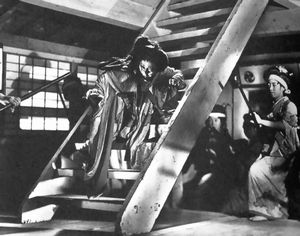
『有馬猫』スチル写真、中央は鈴木澄子。

- 『薩摩飛脚』 : 監督伊藤大輔、新興キネマ京都撮影所、1938年[4]
- 『鏡山競艶録』 : 監督寿々喜多呂九平、新興キネマ京都撮影所、1938年
- 『怪猫謎の三味線（英語版）』 : 監督牛原虚彦、新興キネマ京都撮影所、1938年
- 『怪猫赤壁大明神』 : 監督森一生、新興キネマ京都撮影所、1938年
- 『紫式部』 : 監督野淵昶、新興キネマ京都撮影所、1939年
- 『笠森おせん』 : 監督西原孝、新興キネマ京都撮影所、1939年
- 『山吹猫』 : 監督藤原忠、新興キネマ京都撮影所、1940年
- 『羅生門』 : 監督吉田信三、新興キネマ京都撮影所、1941年
- 『怪猫からくり天井』 : 監督深田金之助、東映京都撮影所、1958年 - 秋篠
- 『白い巨塔』 : 監督小林俊一・青木征雄、フジプロダクション / 田宮企画、テレビ映画、1978年 - 1979年 [5]

## 註
1. 1 2 3 4 5 6 7 8  鈴木澄子、『講談社 日本人名大辞典』、講談社、コトバンク、2010年2月8日閲覧。
2. ↑  鈴木澄子、キネマ旬報映画データベース、2010年2月8日閲覧。
3. 1 2 3 4 5 6 7 8  鈴木澄子、日本映画データベース、2010年2月8日閲覧。
4. ↑  薩摩飛脚[リンク切れ]、東京国立近代美術館フィルムセンター、2010年2月8日閲覧。
5. ↑  白い巨塔、テレビドラマデータベース、2010年2月8日閲覧。